# جزيرة الدكتور مورو (فلم 1996)
جزيرة الدكتور مورو (بالإنجليزية: The Island of Dr. Moreau) هو فيلم رعب خيال علمي أمريكي مبني على رواية جزيرة الدكتور مورو للكاتب هربرت جورج ويلز.الفيلم من إخراج جون فرانكنهايمر وبطولة مارلون براندو، فال كيلمر، ديفيد ثيوليس وفيروزا باك. صدر الفليم في 23 أغسطس 1996.

## وصلات خارجية
- مقالات تستعمل روابط فنية بلا صلة مع ويكي بيانات